# NGC 3901
NGC 3901 est une galaxie spirale située dans la constellation de la Girafe. NGC 3901 a été découverte par l'astronome germano-britannique William Herschel en 1801.

## Caractéristiques
La classe de luminosité de NGC 3901 est III-IV et elle présente une large raie HI.

### Distance
Sa vitesse par rapport au fond diffus cosmologique est de 1 745 ± 3 km/s, ce qui correspond à une distance de Hubble de 25,7 ± 1,8 Mpc (∼83,8 millions d'al).
À ce jour, deux mesures non basées sur le décalage vers le rouge (redshift) donnent une distance de 32,200 ± 0,566 Mpc (∼105 millions d'al), ce qui est à l'extérieur des valeurs de la distance de Hubble. Notons que c'est avec la valeur moyenne des mesures indépendantes, lorsqu'elles existent, que la base de données NASA/IPAC calcule le diamètre d'une galaxie et qu'en conséquence le diamètre de NGC 3901 pourrait être d'environ 14,2 kpc (∼46 300 al) si on utilisait la distance de Hubble pour le calculer.

### Brillance de surface
En raison d'une brillance de surface égale à 14,10 mag/am2, on peut qualifier NGC 3901 de galaxie à faible brillance de surface (LSB en anglais pour low surface brightness). Les galaxies LSB sont des galaxies diffuses (D) avec une brillance de surface inférieure de moins d'une magnitude à celle du ciel nocturne ambiant.

## Note historique
Lors de son 1096e balayage du ciel dans la nuit du 2 avril 1801, apparemment selon sa méthode habituelle, du nord au sud ou vice versa avec une déclinaison fixe, William Herschel a observé 15 objets dont la position rapportée est largement erronée, erreur qui a rendu l'identification des objets NGC difficile, voire impossible.
En conséquence, au début des années 1900, John Dreyer a demandé au directeur de l'Observatoire royal de Greenwich (l'Astronomer Royal) de réaliser des plaques photographiques de la région de ce balayage. On a pu déterminer avec précision sur ces plaques les coordonnées de 40 nébuleuses, incluant tous les objets observés par Herschel. Les corrections ainsi que les erreurs des positions d'Herschel ont été notées par Dreyer dans une publication de 1912. Même si l'identification des objets observés par Herschel a été résolue, l'origine de son erreur est demeurée un mystère jusqu'à ce que Wolfgang Steinicke étudie la question en 2011-12.
Cette nuit-là, Herschel devait avoir accidentellement aligné son télescope à 7° à côté du méridien. Quand sa sœur Caroline a utilisé ses mesures, elle a présumé que le télescope était comme d'habitude aligné sur le méridien, rendant les calculs des positions loin des positions réelles. Un calcul des positions tenant compte de l'erreur de 7° donne les positions qui correspondent presque aux positions des objets célestes observés par Herschel, vérifiant ainsi l'hypothèse de Steinicke et les positions rapportées par Dreyer.
Les objets NGC observés par Herschel cette nuit-là sont NGC 2938, NGC 2977, NGC 3061, NGC 3174 (=NGC 3144), NGC 3194 (= NGC 3155), NGC 3183, NGC 3197, NGC 3329, NGC 3465, NGC 3500, NGC 3523, NGC 3747, NGC 3752, NGC 3901 et NGC 3939.

## Groupe de NGC 4589
La base de données NASA/IPAC mentionne que NGC 3901 est une galaxie du champ, c'est-à-dire qu'elle n'appartient pas à un amas ou un groupe et qu'elle est donc gravitationnellement isolée. Ce n'est pas l'avis de A.M. Garcia.
En effet, selon un article paru en 1993, Garcia indique que NGC 3901 fait partie du groupe de NGC 4589. Ce groupe de galaxies comprend au moins 11 galaxies. Les autres galaxies du groupe sont NGC 4127, NGC 4159, NGC 4291, NGC 4319, NGC 4331, NGC 4386, NGC 4589, UGC 6996, UGC 7086 et UGC 7872.
Abraham Mahtessian mentionne aussi l'existence de ce groupe, mais il n'y figure que 6 galaxies, soit NGC 4133, NGC 4159, NGC 4291, NGC 4319, NGC 4386 et NGC 4589.
Plusieurs galaxies du groupe de Garcia et de Mahtessian font aussi partie d'un groupe plus vaste décrit dans un article publié par Sengupta et Chandreyee en 2006. En plus des galaxies du groupe de NGC 4589 de Garcia, ce groupe contient les galaxies NGC 4133, NGC 4363, NGC 4648, UGC 7189, UGC 7238, UGC 7265, UGC 7844 et UGC 7908.
La fusion des galaxies des trois sources donnent une liste de 19 galaxies pour le groupe de NGC 4589